# West-Kaukasische toer
De West-Kaukasische toer of Koebantoer (Capra caucasica)  is een zoogdier uit de familie der holhoornigen (Bovidae). De wetenschappelijke naam van de soort werd voor het eerst geldig gepubliceerd door Güldenstädt & Pallas in 1783.

## Verspreiding
De soort is endemisch voor de westelijke zijde van de Grote Kaukasus. De soort leeft dan ook alleen in Rusland en Georgië en komt voor van de berg Tsjoegoesj, oostwaarts tot aan de bovenloop van de rivier Tsjerek en Engoeri (iets ten oosten van de stratovulkaan Elbroes). Qua lengte haalt het verspreidingsgebied nauwelijks de 250 km en is het breedst ter hoogte van de Elbroes (ca. 70 km). Het verspreidingsgebied van de West-Kaukasische toer is dan ook het kleinste van alle steenboksoorten. In 1980 werd het aantal op 12.000 geschat, maar in 2008 was dit aantal gezakt naar 4.000 à 6.000 individuen. Vanwege de sterke achteruitgang staat de soort als bedreigd geclassificeerd op de Rode Lijst van de IUCN.

## Galerij

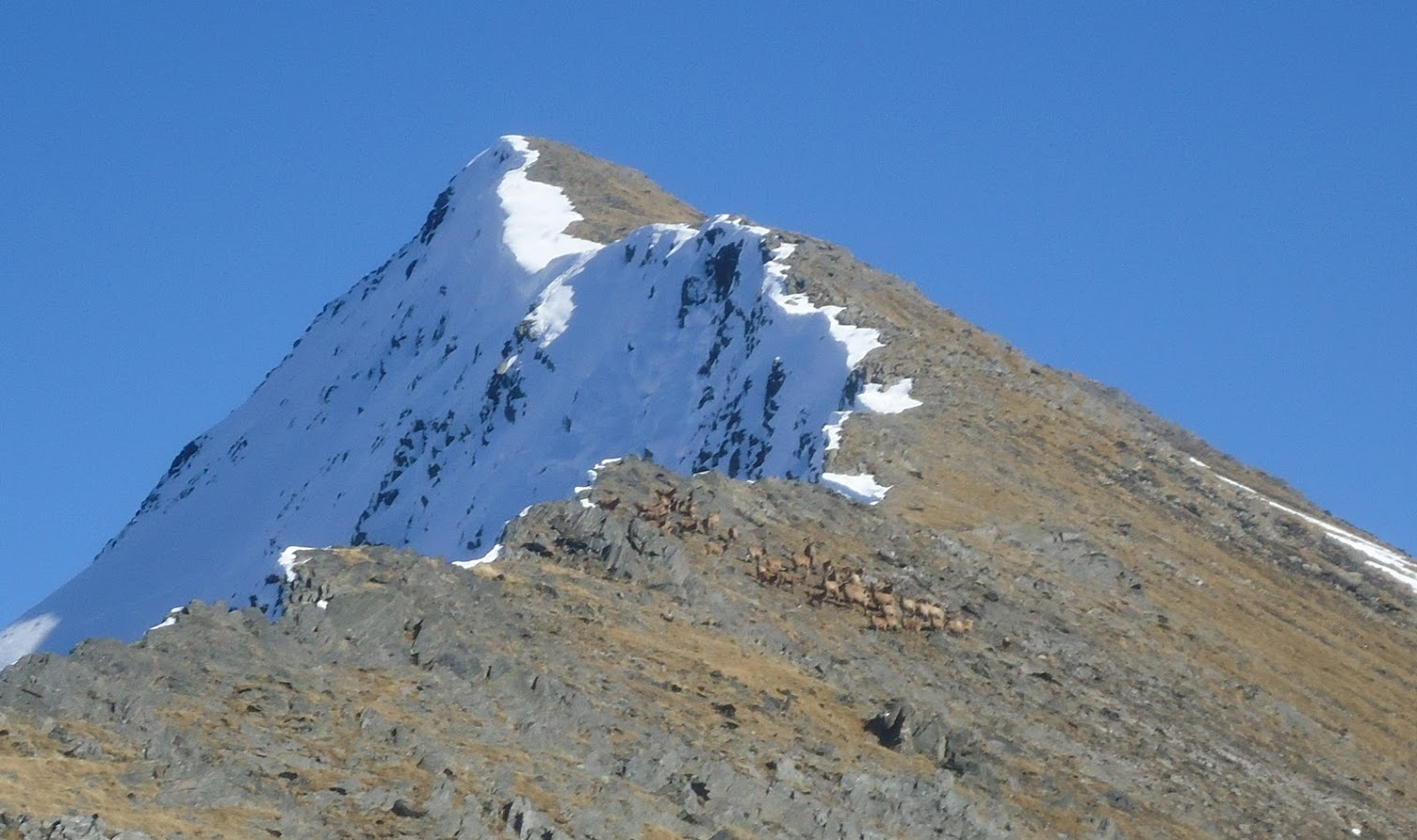
Een kudde West-Kaukasische toeren in hun natuurlijke biotoop in de Westelijke Kaukasus.
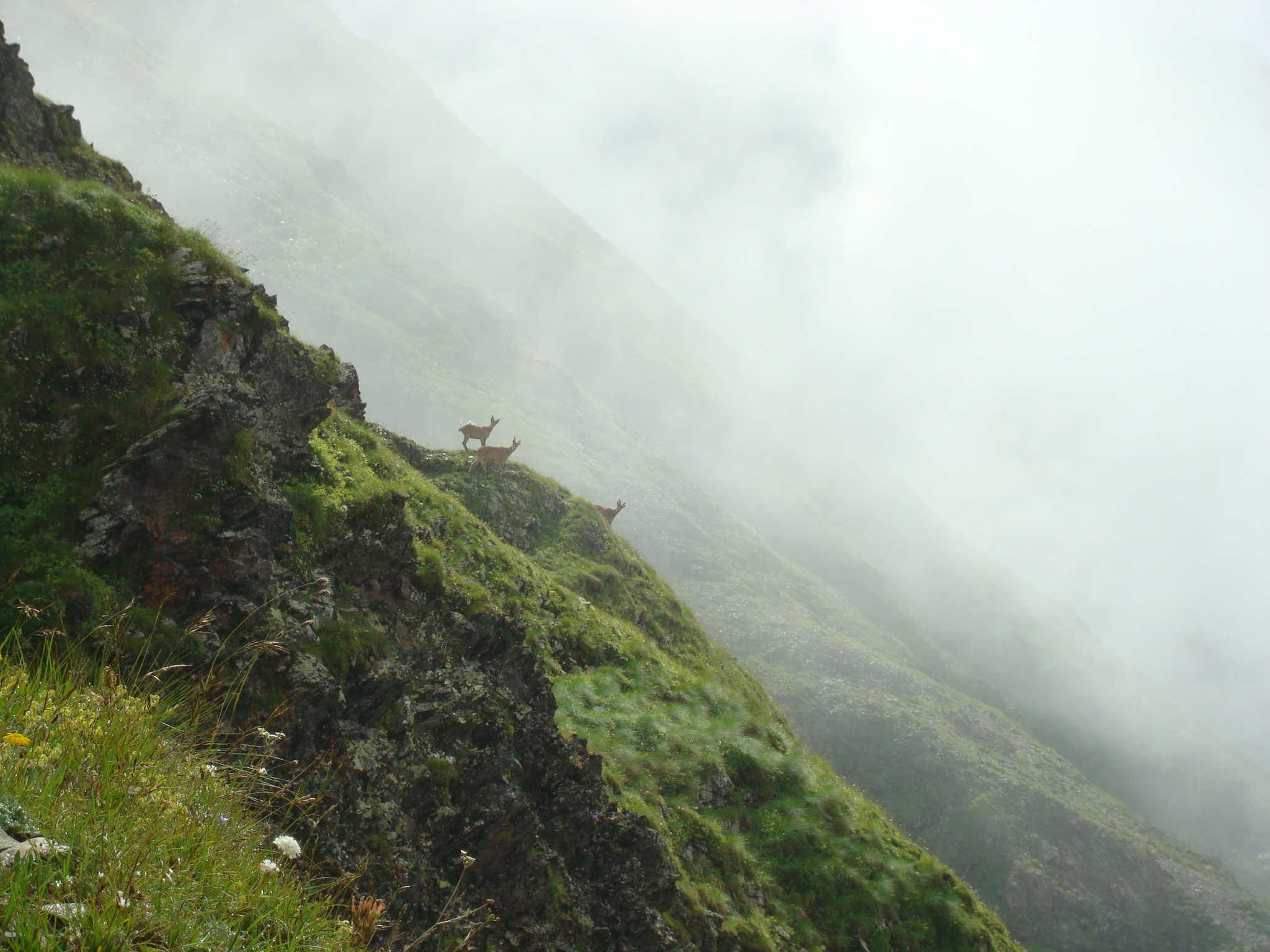
Drie West-Kaukasische toeren op een berghelling in de Westelijke Kaukasus.